# Nervo facial
O nervo facial constitui, com o homólogo contralateral, o sétimo (VII) par de nervos cranianos. É constituído por uma raiz motora (nervo facial propriamente dito) e uma raiz sensitiva (nervo intermédio).
Ele controla os músculos da expressão facial e a sensação gustativa dos dois terços anteriores da língua. Também é responsável por levar as fíbras parassimpáticas para as glândulas submandibular e sublingual, através do nervo corda do tímpano e do gânglio submandibular; e também das glândulas lacrimais através do gânglio esfenopalatino.
O nervo facial penetra no meato acústico interno; em seu interior o nervo intermédio se junta com o facial propriamente dito formando um tronco nervoso único. O nervo facial encurva-se em sua trajetória, formando o joelho do nervo facial, onde haverá um gânglio sensitivo (gânglio geniculado). Seguindo em sua trajetória, o nervo realiza nova curvatura para baixo, assim saindo do crânio pelo forame estilomastóideo.
Após emergir do crânio, ele dá um ramo para o ventre posterior do músculo digástrico, além de outro para o músculo estilo-hióideo. Continua em trajeto descendente, dando o nervo auricular posterior, que continua com a artéria homônima para a região posterior da cabeça, inervando o ventre occipital do músculo occipitofrontal. Termina se dividindo nos troncos temporofacial e cervicofacial. O tronco temporofacial se divide em ramos temporais e zigomáticos. O tronco cervicofacial se divide em ramos bucal, marginal da mandíbula e cervical. Todos os cinco ramos terminais inervam a musculatura da expressão facial.
Já as fibras aferentes do nervo intermédio que saem do gânglio geniculado irão seguir para o nervo corda do tímpano, onde irão receber impulsos gustativos dos 2/3 anteriores da língua. 

## Fisiologia do Nervo
O sétimo par craniano (VII) é constituído pela raiz motora (nervo facial) e uma sensitiva (nervo intermédio). O nervo facial, responsável pela inervação da parte motora dos músculos da expressão facial, pode estar relacionado com possíveis lesões centrais ou periféricas, manifestando sintomatologias de paralisia ou plegia desses músculos. Dessa forma, diversas síndromes e doenças sistêmicas ou restritas (focais) podem ser ocasionadas por causa de danos localizados entre o córtex cerebral e o núcleo do nervo facial, levando em consideração a direção e caminho que esses nervos percorrem. As projeções que inervam os músculos superiores da expressão podem ser cruzadas ou não cruzadas na mesma proporção que as fibras dos neurônios que inervam a parte inferior dos músculos da expressão são todas cruzadas. Isso explica a ocorrência de paresia da hemiface homolateral à lesão quando o dano é no trajeto do nervo facial ao núcleo. Para a detecção de possíveis lesões no VII par de nervos cranianos, alguns exames de reflexo são necessários na avaliação clínica médica, como o reflexo corneopalpebral, que é feito com o estímulo de um pedaço de algodão na córnea do paciente, provocando como resposta normal o fechamento dos dois olhos. Esse reflexo é importante para a proteção contra corpos estranhos e é feito em pacientes em coma, já que desaparece antes da morte encefálica. 

### Ramos do Nervo Facial
O gânglio genicular, que emerge do canal facial, irá originar 3 ramos: 
1. Nervo petroso maior: ele é superficial e une-se ao nervo petroso profundo (fibras pós-ganglionares simpáticas do plexo carotídeo), subdivide-se e vai no sentido no gânglio submandibular, bem como o gânglio pterigopalatino, o qual dá origem as fibras pós-ganglionares para a glândula lacrimal.
2. Nervo da corda do tímpano: este nervo sai da orelha média e encontra-se com o nervo lingual, formando um só; esta junção nervosa recebe as sensações gustativas dos 2/3 da língua. 
3. O nervo do músculo estapédico: ainda dentro do nervo facial se sobressai e inerva o músculo estapédico, que é um músculo de um pequeno osso do ouvido médio, o estribo. Depois de deixar o cérebro, o nervo facial entra no osso temporal através do canal auditivo interno, que tem em estreita relação com os nervos auditivos e de equilíbrio. Os otorrinolaringologistas costumam tratar pacientes com problemas do nervo facial devido à estreita associação desse nervo com as estruturas do ouvido. 

### Reflexos relacionados ao VII Par craniano
Existem 3 reflexos ligados às funções motoras do nervo facial:
-Reflexo corneopalpebral: acontece por meio de um estímulo, provocado por um algodão, por exemplo na córnea, levando ao fechamento dos olhos. É importante ressaltar que a via eferente depende do ramo oftálmico do nervo trigêmeo (V); já a via eferente depende diretamente do nervo facial. Sua função é importante para a proteção dos olhos contra partículas aéreas.
-Reflexo facial: também é produzido por meio de um estímulo e, como resposta, ocorre o lacrimejamento. A via aferente é o ramo oftálmico do quinto par de nervos cranianos (nervo trigêmeo). Já a via eferente é ramo intermédio do nervo facial. Sua função é fazer a lubrificação e limpeza da córnea com lágrimas e também retirar e proteger contra possíveis corpos estranhos que entrem em contato com os olhos.
-Reflexo de piscar: este reflexo consiste no fechamento da pálpebra ao entrar em contato com algum objeto quem vá em direção ao olho, bem como resguardo contra corpos estranhos. No tocante às vias motoras, as fibras eferentes passam pelo nervo facial e as fibras aferentes passam pela via visual, ou seja, são as estruturas que compreendem do nervo óptico até o colículo superior. 

### Fibras do Nervo Facial (VII par)
A fibra do nervo facial tem origem encefálica no bulbopontino e origem craniana no forame estilomastoideo. 
1) Fibras eferentes viscerais: Especiais para os músculos da mímica facial e Gerais para glândulas salivares; 
2) Fibras aferentes somáticas do pavilhão auditivo; 
3) Fibras aferentes viscerais: Originadas nos 2/3 anteriores da língua e  Da mucosa nasal e palato. 
Ao sair do canal facial as fibras emitem 3 terminações, entre elas o Nervo Petroso Maior, que se une às fibras pós-ganglionares simpáticas do plexo carotídeo interno, e então inervam as glândulas (submandibular e sublingual) e o gânglio pterigopalatino, de onde são emitidas as terminações nervosas para a glândula lacrimal. 
O nervo facial possui quatro núcleos: núcleo motor, núcleo salivatório superior, núcleo lacrimal e núcleo do trato solitário. Com exceção do último, que tem origem no bulbo, todos os núcleos têm origem na ponte. O núcleo motor possui neurônios, que possuem axônios cujas fibras saem juntamente com as fibras do nervo facial e fazem a inervação dos músculos da mímica facial. O núcleo salivatório superior é formado por neurônios motores viscerais pré-ganglionares originários do sistema nervoso parassimpático, cuja função é inervar as glândulas submandibulares e sublinguais. O núcleo lacrimal inerva a glândula lacrimal, tem constituição de neurônios motores viscerais pré-ganglionares. O núcleo do tracto solitário recebe fibras sensitivas de sensibilidade gustativa e geral dos 2/3 anteriores da língua. Encontra-se no bulbo. 
Com relação à sensibilidade gustativa, o nervo corda do tímpano é o ramo responsável pela sentido especial da língua, que é a sensação de gustação. Ele inerva os botões gustativos, que são receptores gustativos que percebem substâncias, e envia estímulos que serão interpretados pelo cérebro (são quatros sensações básicas: doce, salgado, azedo e amargo) e também transporta fibras eferentes parassimpáticas para as glândulas salivares. O impulso que desencadeia a secreção salivar é mediado tanto quimiorreceptores dos botões gustativos como pelos mecanorreceptores do ligamento periodontal, que levam à despolarização das fibras nervosas aferentes e ao consequente aumento da produção salivar. 
Algumas patologias podem afetar o Nervo facial, como o Síndrome de Moebius, que envolve paralisia unilateral ou bilateral, assim como possível ausência do VI ou VII par craniano, causando anormalidades faciais e bucais. Uma característica distinta dessa doença e que permite seu diagnostico logo após o nascimento é a falta de expressão facial e dificuldade ou ausência de sucção. Considera-se que sua causa é genética, embora existam outros fatores, como o ambiente, que são importantes. As anormalidades craniofaciais são sintomas proeminentes dessa síndrome, assim como bochechas e testa achatados, músculos faciais e da língua anormais, hipoplasia do esmalte dentário, osso maxilar estreito, osso palatino alto, maloclusão e micrognatismo, que é um dos principais defeitos mastigatórios observados nesses pacientes. A literatura também relata que esses pacientes são mais suscetíveis a cáries dentais. 

## Referência bibliográfica
1. Machado, Angelo. Neuroanatomia Funcional. 2.ª edição. São Paulo: Editora Atheneu. 2000. 
2. Sensat, 2003;De Magalhães et al., 2006; Escoda-Francoli et al., 2009.
3. Cai et al., 2012; Cudzilo et al., 2012; Morales-Chávez et al., 2013.
4. Moebius syndrome: The challenge of dental management DOI 10.23804/ejpd.2019.20.02.12.
5. Meneses, Murilo S. Neuroanatomia Aplicada. 3ª edição. Rio de Janeiro: Guanabara Koogan. 2016. 